# CELT
CELT(Constrained Energy Lapped Transform)는 공개 손실 압축 방식의 오디오 압축이다.

## 같이 보기
- 오푸스 (오디오 포맷)